# ブルム (食品)

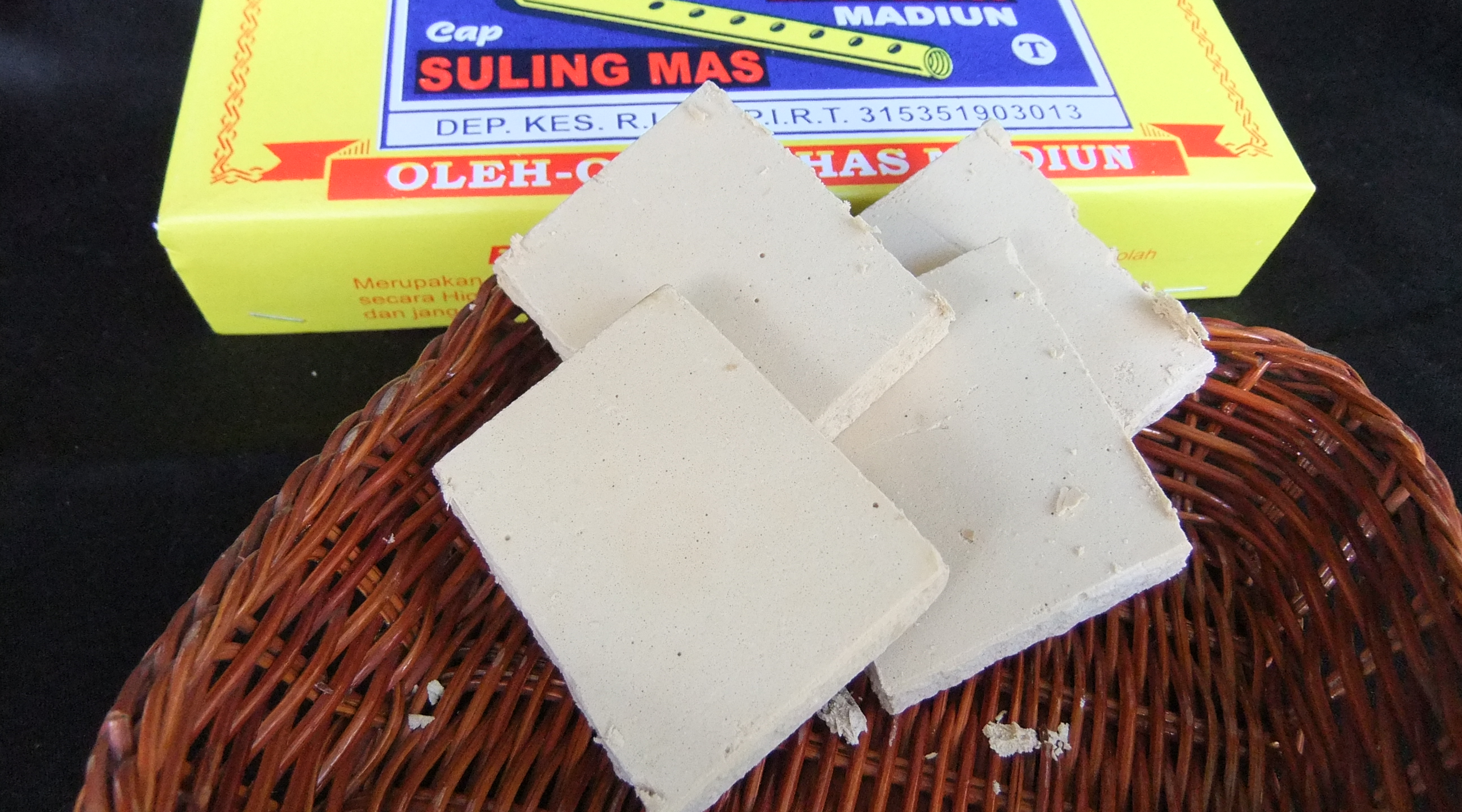
板状の菓子であるブルム

ブルム（Brem）は、インドネシアの菓子および醸造酒。菓子はBrem cake、ライスワインはBrem wineとも呼ばれる。なお、Bremはジャワ語で米などの雑穀を発酵させた液体を意味する。

## 菓子のブルム
菓子のブルムは薄い板状、ないし円板状で白色を呈し、アルコールの微香がする。やや酸味があり、口内に含むと速やかに溶けて爽やかな風味が広がる。ジャワ島の中部から東部にかけ、市場で山積みにして販売されている。米を十分に糖化させた上で濃縮するため、成分のほとんどは糖質であり、60 - 70%をブドウ糖などの還元糖が占める。また5 - 18%程度がデンプンであり、発酵によって生じたわずかな乳酸とアルコールも含まれる。

### 産地
マディウンやウオノギリが有名な産地であり、それに応じてブルムマディウン、ブルムウオノギリとも呼ばれる。前者は淡い黄褐色で矩形のものが多く、後者は白色で円板状のものが多い。なお実際の産地は、マディウンから東北に30km離れたカルバンやウオノギリの郊外であり、そのほかボヨラリなどでも製造されている。

### 製法
白粳米を原料とし、2 - 4時間かけて十分に浸水させてから1時間ほど蒸し煮する。室温まで放冷した後、糖化のために粉末状に砕いた麹のラギを散布する。木またはプラスチック製の桶に米飯を移し、バナナの葉やポリエチレンのシートで包み、毎日ほぐしながら3 - 5日かけて固体発酵させる。水は加えないが、1日後には淡黄色の糖化液が底に貯まり始める。この際、デンプンはSaccharomycopsisやクモノスカビ、ケカビによって分解され、サッカロミケス属の酵母によってアルコール発酵が進行する。
糖化が完了すると、甘酸っぱい栗のような香りを有するもろみが得られる（タペ・クタン）。もろみを圧搾し、淡い灰茶色の糖液が得られたら、大鍋に移して煮て濃縮させる。適度な濃度になったら深い容器に移して撹拌して空気を取り込み、白くなったら熱いうちに型板の上に流し込む。この際、板にはバナナの葉やポリエチレンのシートを敷いておき、飴状の糖液をへらで練りながら延ばす。2日間乾燥させるとブルムが完成し、切って成形して包装する。円板状にする場合は、型板に延ばす際に円形に整える。

## 醸造酒のブルム

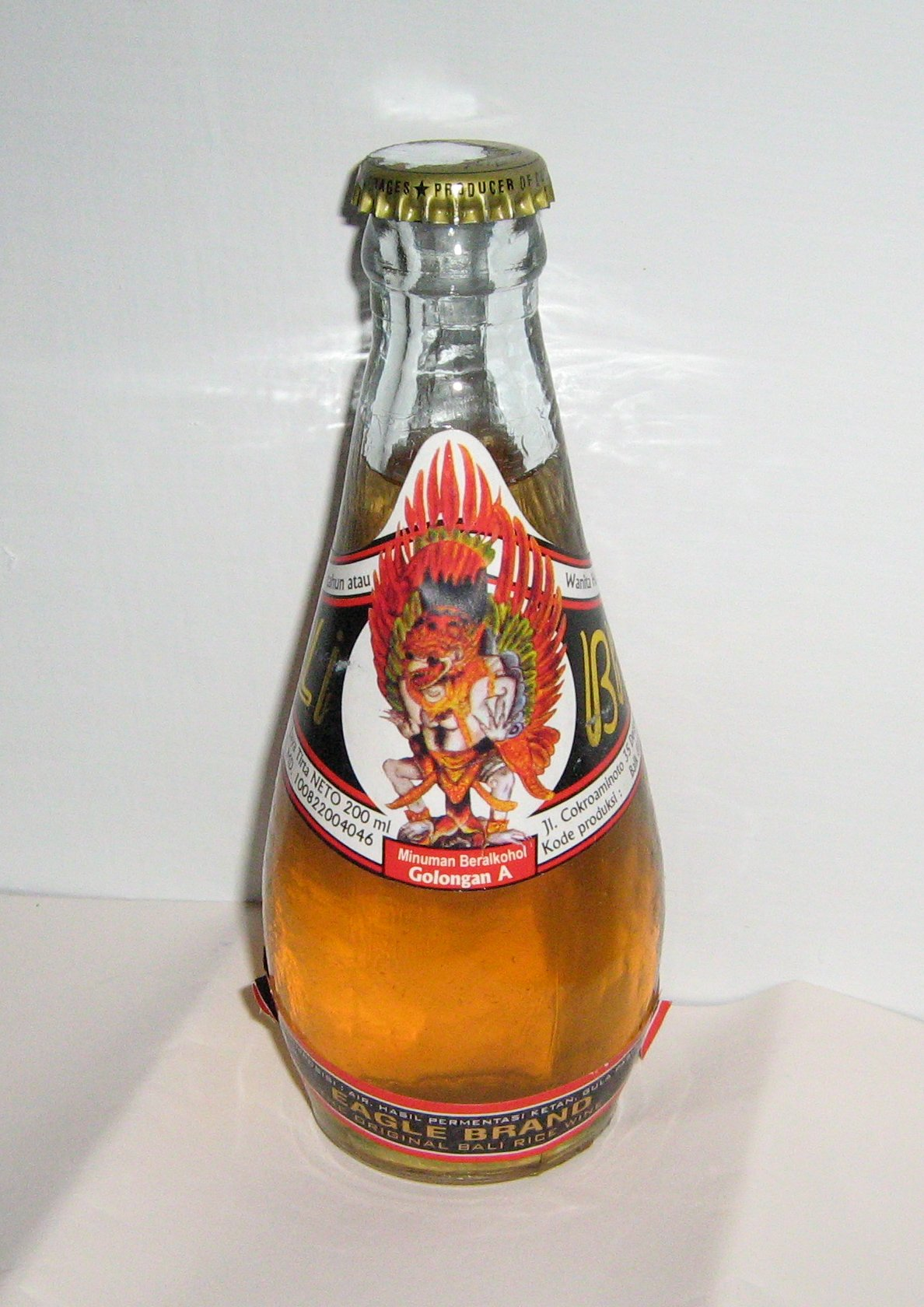
バリ島の醸造酒のブルム

ライスワインのブルムはバリ島のものが有名であり、ブルムバリとも呼ばれる。バリ島では観光客向けにサヌールの工場で生産され、ングラ・ライ国際空港や土産物屋などで販売されている。また、農村部で流通しているブルムの大半はロンボク島で生産されているが、島内のカランガスム県などでも醸造が行われている。2010年の調査によれば、農村ではトゥアックなどとともに販売され、価格は500ml入りで13,000ルピア（当時の為替レートで約130円）であった。

### バリ・ヒンドゥーにおけるブルム
ブルムはバリ・ヒンドゥーの儀式にも用いられ、アラックなどとともに地面に注がれる。また、ピトラ・ヤドニャにおいては祖霊に捧げられる。赤米を原料としたブルムはアントシアニン系の色素によって赤色を呈し、ブラフマーを象徴するとされる。また、白米を用いたブルムは黄色を呈する。ヒンドゥー教のマジャパヒト王国時代はジャワ島でも盛んに飲まれていたが、イスラム教が優勢な近年では酒のブルムは飲まれなくなった。

### 製法
ブルムの醸造は固体並行発酵によるものであり、中国酒の淋飯酒などの製法と類似している。トーマス・ラッフルズが1817年に書いた『ジャワ史』によれば、当時は以下のような製法が取られていた。もち米を大量に煮て、餅麹のラギを混合し、発酵が始まるまで蓋の開いた桶に入れておく。続いて土器の壺に入れて密封し、土の中に数か月間埋めてから、煮沸して濃縮する。数年間貯蔵したものは、特に珍重される。